# Харківський молочний комбінат
Харківський молочний комбінат — молокозавод у Харкові, з 2019 року належить компанії ТОВ «Агросвіт», колишня філія компанії «Вімм-Білль-Данн-Україна», української філії російського виробника молочної продукції та продуктів дитячого харчування.

## Історія
ХМК було побудовано на початку 1970-х за індивідуальним проектом Українського проектного інституту м'ясної і молочної промисловості. Він почав роботу 29 червня 1973 року. 2002 його було куплено російською компанією «Вімм-Білль-Данн».
2003 на комбінаті встановлено дві лінії комп'ютеризованого обладнання, які на той час не мали аналогів в Україні[джерело?]. У 2011—2019 ХМК входив до складу PepsiCo. У 2019 році завод продано компанії ТОВ «Агросвіт», випускає продукцію під брендом «Агромол».
Комбінат працює з постачальниками сировини, одним із постачальників комбінату є приватна молочна ферма у с. Гавриші Богодухівського р-ну Харківської обл. Господарство має власну кормову базу, для якої виділили приблизно 5 тис. га полів, і самотужки заготовляє сіно, силос, сінаж.
Комбінат може переробляти 150 тонн молока на добу та випускати понад 80 видів молочної продукції: молоко пастеризоване, молоко пряжене, кефіри, сметана, ряжанка, плавлені сири, сиркові маси, питні йогурти, десертні йогурти, сиркові десерти та креми.